# Balónová fotografie

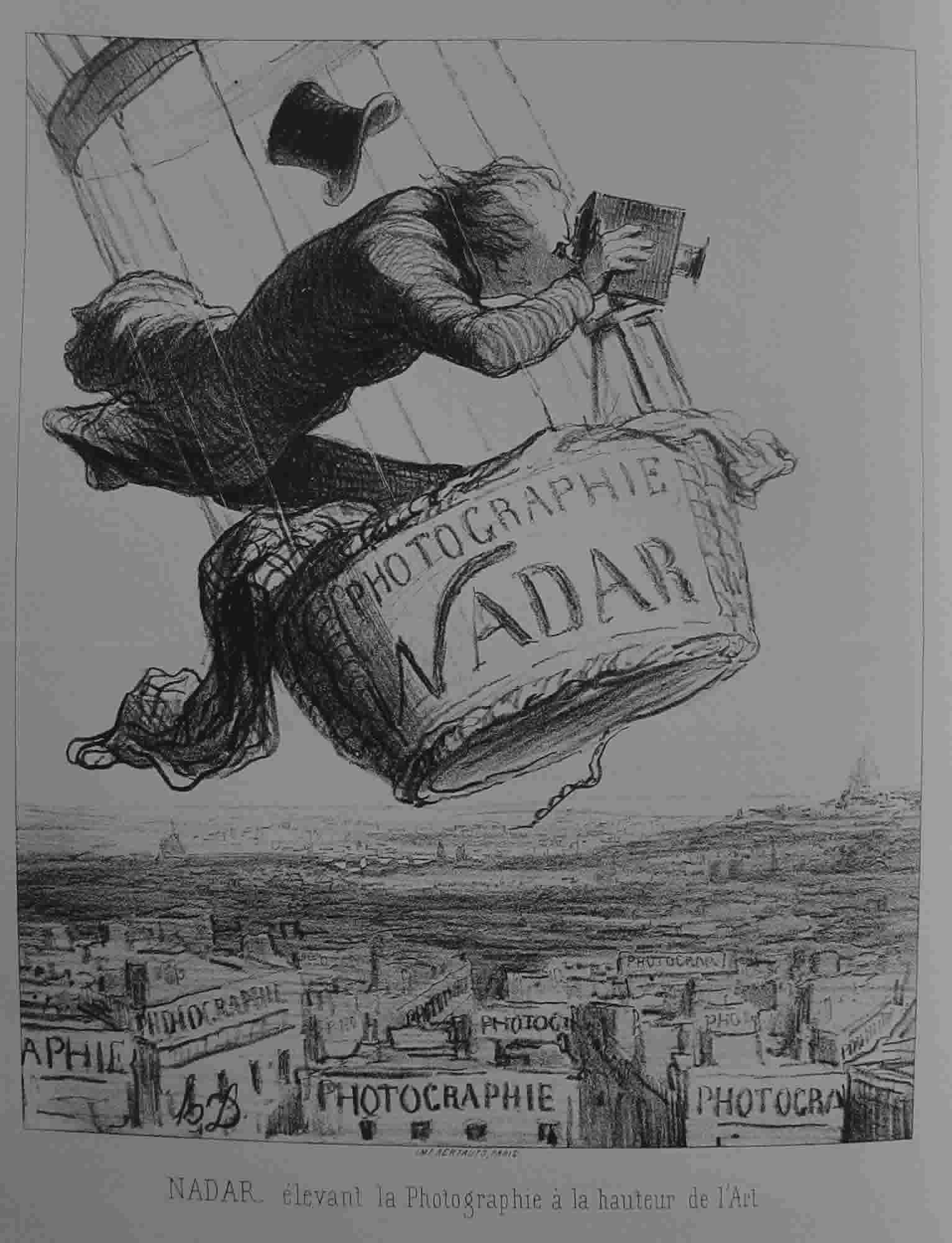
Karikatura vzduchoplavce Nadara nad Paříží v balónu, autor: Honoré Daumier, 1858

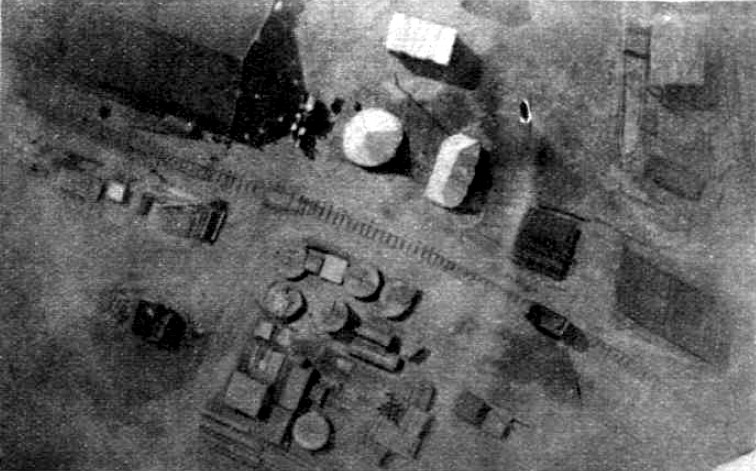
Základna balónové školy v Lydd v Kentu, autor: Major H. Elsdale, 1886

Balónová fotografie nebo fotografie z balónů je fotografický žánr pořizování snímků fotoaparátem drženým v ruce nebo přimontovaným na letícím balónu. Balón může být bezpilotní nebo řízený člověkem. Bolónová fotografie je součástí takzvané fotografie ze vzduchu.

## Historie

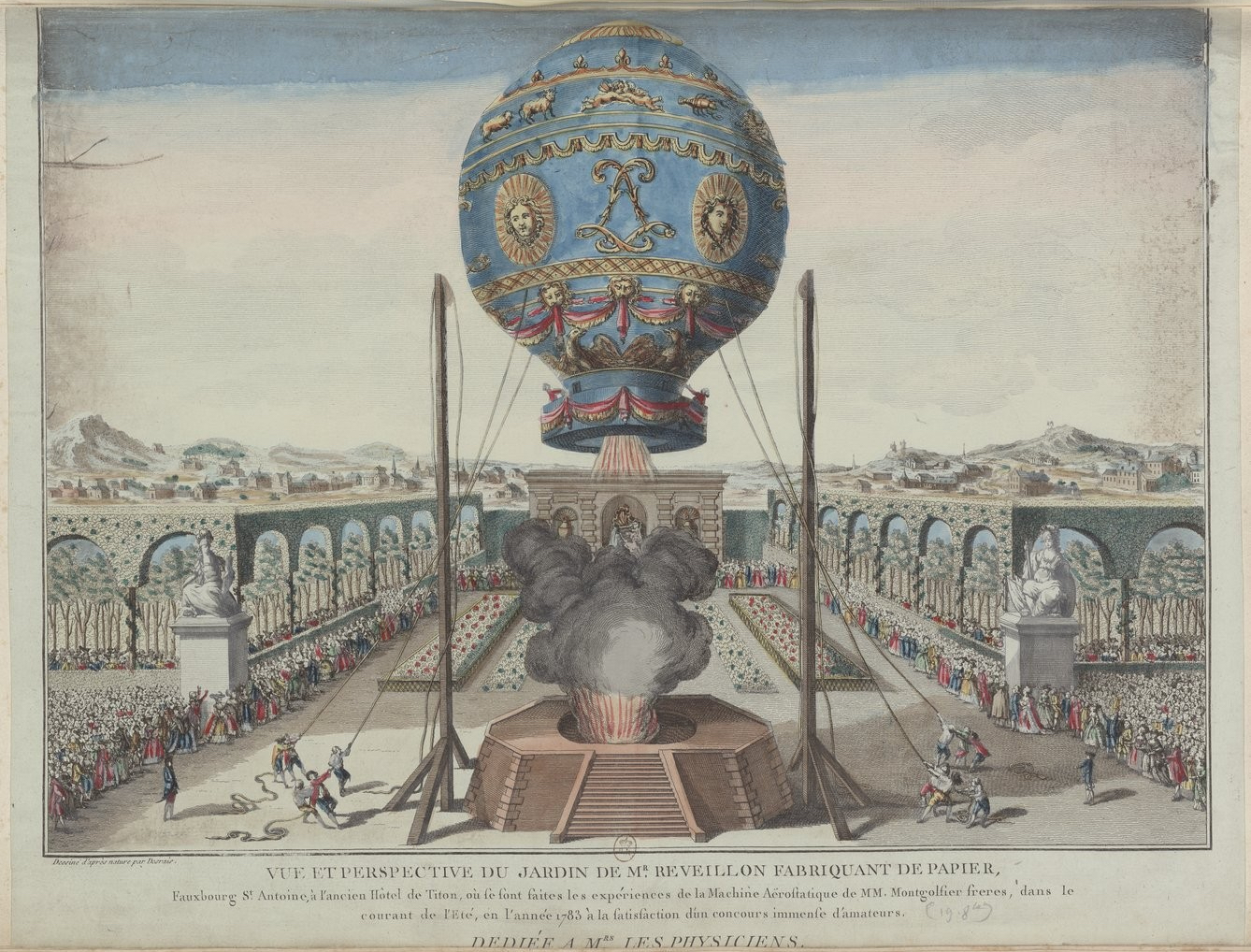
Balon bratrů Montgolfierů

První fotografie z ptačího pohledu byly zhotoveny na fotocitlivé kolodiové desky, které byly vynalezeny v roce 1851. To bylo možné díky tomu, že létající stroje byly známy už mnohem dříve, a to nejméně od počátku osmnáctého století. V roce 1709 představil Bartholomeo de Gusmão v Lisabonu první létající model balónu na horký vzduch a v roce 1783 ve Versailles bratři Montgolfierovi postavili balón, který provedl první let s posádkou v podobě berana, kohouta a kachny. Poté, co experiment dopadl úspěšně, se ještě v témže roce uskutečnily lety s lidskou posádkou.
První fotografie ze vzduchu pořídil po prvních pokusech ve Francii v roce 1858 vzduchoplavec a fotograf Nadar, který z balónu fotografoval letecké snímky Paříže. Tato událost byla zachována na karikatuře kreslířem Honoré Daumierem. Dva roky po něm snímal Boston z balónu americký fotograf James Wallace Black v letech 1860 - 1862. Jeho upoutaný balon se vznášel ve výšce 360 metrů nad zemí. Krátce nato byla fotografie z balónu využívána pro vojenské účely armádou Unie v americké občanské válce (1861-1865). Jednalo se o první známé použití leteckých snímků v armádě, tedy v oblasti, která od té doby s tímto žánrem fotografie velmi úzce souvisí. Stojí za zmínku, že snaha využít ptačí pohled při leteckém snímkování byla již v roce 1859 během francouzsko-rakouské války, Nadar však francouzské vojenské rozvědce poskytnout své schopnosti odmítl.
Současně s tím začalo další důležité využití v oblasti letecké fotogrammetrie pro přípravu topografických map. Již v roce 1859 Aime Laussedat využíval k zaměření Paříže fotoaparát na upoutaném balonu a v této práci pokračoval až do roku 1866. Jeho snímky byly vystaveny na Světové výstavě v Paříži v roce 1867.
Důležitým momentem pro usnadnění a rozvoj leteckého snímkování přišel v roce 1871, kdy Angličan Richard Leach Maddox nahradil těžké mokré kolodiové desky za suché želatinové, které nevyžadovaly mobilní temnou komoru. V roce 1884 si George Eastman nechal patentovat papírový fotografický film a v roce 1887 reverend Hannibal Goodwin vynalezl celuloidový svitkový film, který umožnil snížení hmotnosti kamery, která mohla být použita nejen pro fotografování z balónů s posádkou, ale dala se také připevnit k malému balónu, bezpilotnímu letounu, draku a dokonce i na poštovního holuba.
Na sklonku osmdesátých let devatenáctého století (1880 - 1887) major H. Elsdale ve Velké Británii zdokonaloval bezpilotní balóny s automaticky spouštěnými fotoaparáty s několika navinutými filmovými svitky. Po dokončení série fotografií balón ztratil požadovanou teplotu plynu a usedl na zem. Balónová letka byla součástí První stíhací perutě britské Royal Air Force.
V roce 1889 proběhl experiment na univerzitě v Petrohradě, při kterém šéf ruského balónového armádního sboru Alexandr Kovanko pořídil letecké snímky z balónu a poslal kolodiové filmové negativy na zem holubí poštou.
V roce 1890 se na cestu z Evropy do Turkestánu ve stopách bývalé Hedvábné stezky vydal syn Nadara Paul Nadar a fotografoval navštívená místa. Po vzoru svého otce fotografoval z balónu, přičemž používal tehdy nový fotoaparát Kodak.
Průkopníkem fotografování z balónu ve Švédsku byl Oscar Halldin. Snímky, které pořídil v letech 1897–1898 byly hlavně dokumentární povahy, ale staly se pozoruhodně přesnými i pro dnešní experty. Jeho balónové snímky jsou považovány za nejdůležitější letecké fotografie před tím, než fotograf Oscar Bladh ve dvacátých letech začal celostátní obrazovou dokumentaci z letadel.
Od roku 1906 začal pořizovat první barevné fotografie z balónu německý fotograf Adolf Miethe. Ty vydal v roce 1909 v knize Photographische Aufnahmen vom Ballon aus.
Další fotografové:
- Norman Lockyer